# Coupe de France de rugby à XIII 1983-1984
Navigation
Édition précédente Édition suivante
La Coupe de France de rugby à XIII 1983-1984 est la 46e édition de la Coupe de France, compétition à élimination directe mettant aux prises des clubs de rugby à XIII amateurs et professionnels affiliés à la Fédération française de jeu à XIII (aujourd'hui Fédération française de rugby à XIII).

## Liste des équipes en compétition en huitièmes de finale
| \| US Villeneuve XIII Limouxin Toulouse olympique XIII US Le Pontet RC Saint-Gaudens SU Cavaillon RC Carpentras Le Soler XIII SO Avignon Narbonne XIII AS Carcassonne RC Roanne SM Pia Ogeu XIII Apt XIII \| Clubs prenant part à la Coupe de France de rugby à XIII 1984. |
| US Villeneuve XIII Limouxin Toulouse olympique XIII US Le Pontet RC Saint-Gaudens SU Cavaillon RC Carpentras Le Soler XIII SO Avignon Narbonne XIII AS Carcassonne RC Roanne SM Pia Ogeu XIII Apt XIII                                                                     |

## Phase finale
|  | Huitièmes de finale 7-8 avril 1984 | Huitièmes de finale 7-8 avril 1984 |                    |           | Quarts de finale 22-23 avril 1984 | Quarts de finale 22-23 avril 1984 |  |  | Demi-finales 6 mai 1984 | Demi-finales 6 mai 1984 |  |  | Finale 20 mai 1984 | Finale 20 mai 1984 |
|  | Huitièmes de finale 7-8 avril 1984 | Huitièmes de finale 7-8 avril 1984 |                    |           | Quarts de finale 22-23 avril 1984 | Quarts de finale 22-23 avril 1984 |  |  | Demi-finales 6 mai 1984 | Demi-finales 6 mai 1984 |  |  | Finale 20 mai 1984 | Finale 20 mai 1984 |
|  |                                    |                                    |                    |           |                                   |                                   |  |  |                         |                         |  |  |                    |                    |
|  | à Limoux                           | à Limoux                           |                    |           | à Albi                            | à Albi                            |  |  | à Carcassonne           | à Carcassonne           |  |  | Narbonne           | Narbonne           |
|  | à Limoux                           | à Limoux                           |                    |           | à Albi                            | à Albi                            |  |  | à Carcassonne           | à Carcassonne           |  |  | Narbonne           | Narbonne           |
|  | Villeneuve-sur-Lot                 | 20                                 |                    |           | à Albi                            | à Albi                            |  |  | à Carcassonne           | à Carcassonne           |  |  | Narbonne           | Narbonne           |
|  | Villeneuve-sur-Lot                 | 20                                 |                    |           | à Albi                            | à Albi                            |  |  | à Carcassonne           | à Carcassonne           |  |  | Narbonne           | Narbonne           |
|  | Avignon                            | 10                                 |                    |           | à Albi                            | à Albi                            |  |  | à Carcassonne           | à Carcassonne           |  |  | Narbonne           | Narbonne           |
|  | Avignon                            | 10                                 | Villeneuve-sur-Lot | 40        |                                   |                                   |  |  | à Carcassonne           | à Carcassonne           |  |  | Narbonne           | Narbonne           |
|  | à Castelnaudary                    |                                    | Villeneuve-sur-Lot | 40        |                                   |                                   |  |  | à Carcassonne           | à Carcassonne           |  |  | Narbonne           | Narbonne           |
|  |                                    | Saint-Gaudens                      | 18                 |           |                                   |                                   |  |  | à Carcassonne           | à Carcassonne           |  |  | Narbonne           | Narbonne           |
|  | Saint-Gaudens                      | Saint-Gaudens                      | 18                 | 18        |                                   |                                   |  |  | à Carcassonne           | à Carcassonne           |  |  | Narbonne           | Narbonne           |
|  | Saint-Gaudens                      | à Carcassonne                      |                    | 18        |                                   |                                   |  |  | à Carcassonne           | à Carcassonne           |  |  | Narbonne           | Narbonne           |
|  | Narbonne                           | 15                                 |                    |           |                                   |                                   |  |  | à Carcassonne           | à Carcassonne           |  |  | Narbonne           | Narbonne           |
|  | Narbonne                           | 15                                 | Villeneuve-sur-Lot | 23        |                                   |                                   |  |  |                         |                         |  |  | Narbonne           | Narbonne           |
|  | à Albi                             |                                    | Villeneuve-sur-Lot | 23        |                                   |                                   |  |  |                         |                         |  |  | Narbonne           | Narbonne           |
|  |                                    | Toulouse                           | 4                  |           |                                   |                                   |  |  |                         |                         |  |  | Narbonne           | Narbonne           |
|  | Toulouse                           | Toulouse                           | 4                  | 10        |                                   |                                   |  |  |                         |                         |  |  | Narbonne           | Narbonne           |
|  | Toulouse                           | à Saint-Estève                     |                    | 10        |                                   |                                   |  |  |                         |                         |  |  | Narbonne           | Narbonne           |
|  | Carcassonne                        | 5                                  |                    |           |                                   |                                   |  |  |                         |                         |  |  | Narbonne           | Narbonne           |
|  | Carcassonne                        | 5                                  | Toulouse           | 42        |                                   |                                   |  |  |                         |                         |  |  | Narbonne           | Narbonne           |
|  | à Arles                            |                                    | Toulouse           | 42        |                                   |                                   |  |  |                         |                         |  |  | Narbonne           | Narbonne           |
|  |                                    | Le Soler                           | 18                 |           |                                   |                                   |  |  |                         |                         |  |  | Narbonne           | Narbonne           |
|  | Le Soler                           | Le Soler                           | 18                 | 24        |                                   |                                   |  |  |                         |                         |  |  | Narbonne           | Narbonne           |
|  | Le Soler                           | à Lézignan                         |                    | 24        |                                   |                                   |  |  |                         |                         |  |  | Narbonne           | Narbonne           |
|  | Roanne                             | 14                                 |                    |           |                                   |                                   |  |  |                         |                         |  |  | Narbonne           | Narbonne           |
|  | Roanne                             | 14                                 | Villeneuve-sur-Lot | 18        |                                   |                                   |  |  |                         |                         |  |  |                    |                    |
|  |                                    |                                    | Villeneuve-sur-Lot | 18        |                                   |                                   |  |  |                         |                         |  |  |                    |                    |
|  |                                    | Limoux                             | 7                  |           |                                   |                                   |  |  |                         |                         |  |  |                    |                    |
|  | Limoux                             | Limoux                             | 7                  |           |                                   |                                   |  |  |                         |                         |  |  |                    |                    |
|  |                                    |                                    |                    |           |                                   |                                   |  |  |                         |                         |  |  |                    |                    |
|  |                                    |                                    |                    |           |                                   |                                   |  |  |                         |                         |  |  |                    |                    |
|  | Limoux                             |                                    |                    |           |                                   |                                   |  |  |                         |                         |  |  |                    |                    |
|  | à Toulouse                         |                                    |                    |           |                                   |                                   |  |  |                         |                         |  |  |                    |                    |
|  |                                    | Cavaillon                          |                    |           |                                   |                                   |  |  |                         |                         |  |  |                    |                    |
|  | Cavaillon                          | 46                                 |                    |           |                                   |                                   |  |  |                         |                         |  |  |                    |                    |
|  | Cavaillon                          | 46                                 | à Avignon          |           |                                   |                                   |  |  |                         |                         |  |  |                    |                    |
|  | Ogeu                               | 10                                 |                    |           |                                   |                                   |  |  |                         |                         |  |  |                    |                    |
|  | Ogeu                               | 10                                 | Limoux             | 18 (a.p.) |                                   |                                   |  |  |                         |                         |  |  |                    |                    |
|  | à Carpentras                       |                                    | Limoux             | 18 (a.p.) |                                   |                                   |  |  |                         |                         |  |  |                    |                    |
|  |                                    | Le Pontet                          | 16                 |           |                                   |                                   |  |  |                         |                         |  |  |                    |                    |
|  | Le Pontet                          | Le Pontet                          | 16                 | 23        |                                   |                                   |  |  |                         |                         |  |  |                    |                    |
|  | Le Pontet                          |                                    |                    | 23        |                                   |                                   |  |  |                         |                         |  |  |                    |                    |
|  | Apt                                | 14                                 |                    |           |                                   |                                   |  |  |                         |                         |  |  |                    |                    |
|  | Apt                                | 14                                 | Le Pontet          | 36        |                                   |                                   |  |  |                         |                         |  |  |                    |                    |
|  | à Montpellier                      |                                    | Le Pontet          | 36        |                                   |                                   |  |  |                         |                         |  |  |                    |                    |
|  |                                    | Carpentras                         | 2                  |           |                                   |                                   |  |  |                         |                         |  |  |                    |                    |
|  | Carpentras                         | Carpentras                         | 2                  | 33        |                                   |                                   |  |  |                         |                         |  |  |                    |                    |
|  | Carpentras                         |                                    |                    | 33        |                                   |                                   |  |  |                         |                         |  |  |                    |                    |
|  | Pia                                | 15                                 |                    |           |                                   |                                   |  |  |                         |                         |  |  |                    |                    |
|  | Pia                                | 15                                 |                    |           |                                   |                                   |  |  |                         |                         |  |  |                    |                    |

## Finale (dimanche 20 mai 1984)
(mt : 6 - 1)
Points marqués :
- Villeneuve-sur-Lot : 3 essais de Roosebrouck (34e et 69e) et Duluc (73e) ; 1 transformation de Duluc (34e) ; 2 pénalités de Duluc (41e et 80e) ; 1 carton jaune de Chantal (19e).
- Limoux : 1 essai de E. Jean (62e) ;  1 transformation de Moya (62e), 1 drop de Caravaca (19e) ; 1 carton jaune de Bloy (46e).

Évolution du score :  
Arbitre :  Claude Labadie (Pyrénées)
Spectateurs : 6 816
Recette : 328 000 francs
Composition des équipes :
- Villeneuve-sur-Lot : Martial Vrech - Laberenne, Alain Maury, Michel Laville, Pascal Laroche - Patrick Delgal (o), Patrice Duluc (m) - Jean-Luc Rabot, Antoine Lopez, Serge Cuyas, Jean-Bernard Saumitou, Max Chantal, Joël Roosebrouck - Michel Montaut, Joël Conduché - Entraîneurs : Bertrand Ballouhey et Jacques Balleroy
- Limoux : Alain Arnaud - José Moya, Alain Giniès, Jean-François Vassal, Paul Jean - Klaus Perkovic (o), Jean-Marc Vergnes (m) - Robert Mercadal, Christian Brau, Jean-Pierre Bloy, Philippe Marty, Michel Tubau, Manuel Caravaca - Paul Gentil - Entraîneur : Jean-Christophe Vergeynst